# 勝つか死ぬか
『勝つか死ぬか』はHBO(日本ではスター・チャンネルが放送)のファンタジー・ドラマ・シリーズである『ゲーム・オブ・スローンズ』の第1章『七王国戦記』の第7話である。プロデューサーでもあるデイヴィッド・ベニオフ と D・B・ワイスが脚本を書き、 ダニエル・ミナハンが監督した。
本エピソードでは、七王国の政治バランスの崩壊がさらに進み、ロバート王が狩りで外出している間に、エダードが発見した事実をサーセイに明らかにする。タイトルはサーセイの言葉「王座争奪戦では勝つか死ぬかです。妥協点はありません。」の引用である。このキャッチフレーズは原作本およびTVシリーズのプロモーションで多用されたものである。

## あらすじ

### ラニスターの陣
タイウィン・ラニスター公(チャールズ・ダンス)は牡鹿の皮をはぎながら、息子のジェイミー( ニコライ・コスター＝ワルドー)と話す。スターク家との争いを起こしたことを責めながらも、ラニスター家が七王国を統治する王朝を築く絶好の機会であるとタイウィンは信じる。キャトリンがティリオンを逮捕したことへの復讐として、軍の半分をジェイミーに与えて、タリー家の本拠でレディ・キャトリンの生家であるリヴァーランを攻めさせる。

### ウィンターフェル
捕えられた〈野人〉のオシャ(ナタリア・テナ)はスターク家の召使となり、シオン(アルフィー・アレン)に、もしもシオンの故郷の鉄諸島で捕えられていたならもっとひどい目に会っていたはずだとからかわれる。オシャに迫ろうとしたシオンを目撃したメイスター・ルイーウィンはシオンを追い払い、なぜ〈野人〉たちが〈壁〉の南に逃げてくるのかとオシャに問う。オシャは数千年の眠りから覚めたホワイト・ウォーカーから逃げてきたのだと言い、七王国のすべての軍は北に進軍してこの脅威に対処すべきだと言う。

### 〈壁〉
ベンジェンの馬だけが〈壁〉の北から戻り、甥のジョン・スノウ(キット・ハリントン)は心配する。叔父のような哨士ではなく、総帥のジオー・モーモント(ジェームズ・コスモ)付きの雑士に任命されたと聞かされ、ジョンは失望し怒りを覚える。サー・アリザー・ソーンに逆らったことの仕返しではないかと疑うが、友達のサム(ジョン・ブラッドリー)は、総帥の雑士となったのは将来指揮官になるよう見込まれているからだと信じる。〈心の木〉のそばでジョンとサムが誓いを立てている時、ジョンのダイアウルフが人間の手をくわえてやって来る。

### 狭い海の向こう側
デナーリス(エミリア・クラーク)は、カール・ドロゴ(ジェイソン・モモア)を説得して七王国に戻って王座を取り戻そうとするが、夫は興味を示さない。デナーリスの一行が市場を見学している時、ジョラー(イアン・グレン)はヴァリスの手先から、七王国に戻ることを許す恩赦状を受け取る。ジョラーは、デナーリス暗殺の指令が正式に出されたことをさとり、毒殺を図ったワイン商人からデナーリスを救う。ドロゴは妻が狙われたことに怒り、復讐のため軍を率い、〈狭い海〉を渡って七王国を侵略し、息子のために〈鉄の玉座〉を取り戻すと部族の前で誓う。

### キングズランディング
エダード(ネッド)(ショーン・ビーン)は、サーセイ(レナ・ヘディ)に向かって、ジョフリー(ジャック・グリーソン)とその妹弟はロバート王 (マーク・アディ)の子ではなく、双子の弟のジェイミーとの近親相姦の所産であることを知っていると言う。サーセイは、かつてのターガリエン王朝も兄弟姉妹婚を行っていたと言って自己弁護をし、自分はロバートを愛そうとしたが、ロバートはエダードの死んだ妹のリアナをいまだに愛し、サーセイを愛そうとしなかったという。エダードはサーセイに慈悲をかけ、ロバートにこのことを話す前に、子供たちを連れて王都を出ろと言う。
レンリー・バラシオンが急に戻り、狩りの途中、ロバートが猪に瀕死の重傷を負わされたことを伝える。死の床でロバートは、ジョフリーが成人するまではエダードを摂政および〈王土の守護者〉にするという遺言をエダードに託す。エダードは遺言を書きとめるが、”ジョフリー”の代わりに”正当な後継者”と書き、後継者を曖昧にする。ロバートは変更された遺言書を読みもせずに署名し、ジョフリーをまともな男にするようエダードに頼む。
レンリーは、サーセイとラニスター家がこの機会を利用することを恐れ、軍を起こしてクーデターを起こし、自分が王になるべきだとエダードに説こうとするが、エダードは拒絶する。エダードは、ロバートの弟でレンリーの兄であるスタニス・バラシオンを正当な世継ぎと考え、スタニスに王位を渡したいと思う。状況を知らせる手紙を書き、スタニスの島の砦であるドラゴンストーンに送る。ピーター・”リトルフィンガー”・ベイリッシュ(エイダン・ギレン)にジョフリーの出生の秘密を教えるが、リトルフィンガーは、ジョフリーとラニスター家に玉座を与えるべきで、もしもジョフリーが統治に向いていなければ真実を公表してレンリーに代えるべきだと言う。エダードはそのような反逆行為は拒否し、サーセイが玉座を狙った場合に備えて〈王都の守人〉(シティ・ウォッチ)の支持を固めてくれとリトルフィンガーに頼む。
ロバートが死ぬ前に、既にレンリーは王都から逃げ出しており、ジョフリーは2週以内に戴冠式を行うよう玉座から命令を出す。エダードとその味方は玉座の間に入り、バリスタン・セルミー( イアン・マッケルヒニー)にロバートの遺言を読み上げさせる。サーセイはロバートの遺言に従うことを拒否して破り捨て、バリスタンにエダードを捕えるよう命じる。エダードは〈王都の守人〉に、サーセイとジョフリーを捕えるよう命じる。双方が戦いに備えるが、〈王都の守人〉はスターク家の兵を殺戮し、リトルフィンガーはエダードの喉にナイフを突き付け、自分を信じるなといった忠告に耳を傾けるべきだったと言う。

## 製作

### 脚本
原作第一部『七王国の玉座』の第45章、47章、49章、そして54章に基づいて、プロデューサーでもあるデイヴィッド・ベニオフ と D・B・ワイスが脚本を書いた。第一シーズンでは最も少ない数の章に基づくエピソードとなった。タイウィン・ラニスターが牡鹿をさばきながらジェイミーと話すシーン、売春宿に雇われた2人の新人をリトルフィンガーが訓練するシーンが、ドラマのために創作された。

### キャスティング
本エピソードでは、ラニスター家の家長タイウィン・ラニスター役でチャールズ・ダンスが初登場する。ダンスはプロデューサーの第一希望の俳優であり、ファンが望んだ配役でもあった。最初のシーンでタイウィンが捌く牡鹿は、死んだ実物であった。ダンスは動物を捌いた経験も皮をはいだ経験もなかったため、屠殺場で練習をして演技に臨んだ。

### ロケーション
ほとんどのシーンは北アイルランドのスタジオで撮影された。〈赤の王城〉の庭でエダードとサーセイが対決するシーンはマルタで撮られた。

## 評判

### 視聴者数
本エピソードは240万人の視聴者に見られたが、HBOのオンラインサービスで前の週に視聴できたこと、通常は視聴者の減る3連休に放送されたことを考慮すると良い結果であるとされた。同夜の再放送も含めると320万人が視聴した。

## 参照
1. ↑  Hibberd, James. “'Game of Thrones' episode seven ratings are in”. Enterntainment Weekly. 2011年6月1日閲覧。